# Thống kê thường thức
Thống kê thường thức là một cuốn sách với nội dung về xác suất và thống kê, do nguyên thứ trưởng Bộ Quốc phòng Việt Nam - Tạ Quang Bửu viết năm 1948 tại chiến khu Việt Bắc và do nhà xuất bản Vui Sống ấn hành 3000 bản. Đây được coi là cuốn sách về xác suất - thống kê đầu tiên bằng tiếng Việt được xuất bản tại Việt Nam.

## Hoàn cảnh ra đời
Năm 1948, một cuốn sách mang tên "Thống kê thường thức" đã được xuất bản tại chiến khu Việt Bắc, căn cứ địa của Quân đội Nhân dân Việt Nam trong những ngày đầu kháng chiến chống Pháp. Tác giả của nó là Tạ Quang Bửu, nguyên thứ trưởng Bộ Quốc phòng lúc bấy giờ. Do điều kiện khó khăn của cuộc kháng chiến lúc đó nên sách được in trên giấy xấu, màu vàng nâu, sản xuất tại những xưởng thủ công trong núi rừng Việt Bắc.

## Nội dung
Trong lời nói đầu, tác giải viết: "Cuộc thi đua yêu nước đặt vấn đề thống kê một cách cấp bách. Thuật thống kê phải được phổ biến. Khoa học thống kê phải được nghiên cứu. Các cán bộ cao cấp phải biết dùng thống kê, các cán bộ trung cấp phải biết làm thống kê...". Cuốn sách dày 85 trang, với nội dung là những kiến thức cơ bản về xác suất, thống kê và những ứng dụng của môn học này trong quân sự, gồm năm mục chính:
- Phần 1: Toán học: A. Phần chắc (probabilites); B Xâu táo (Alignement)
- Phần 2: Các cấp số theo thứ tự thời gian (theo thuật ngữ hiện nay là time series (chuỗi thời gian)
- Phần 3: Các loại dân chúng (population (de données))
- Phần 4: Sự giao hỗ (correlation)
- Phần 5: Vài vấn đề thực tế